# رنو ۵

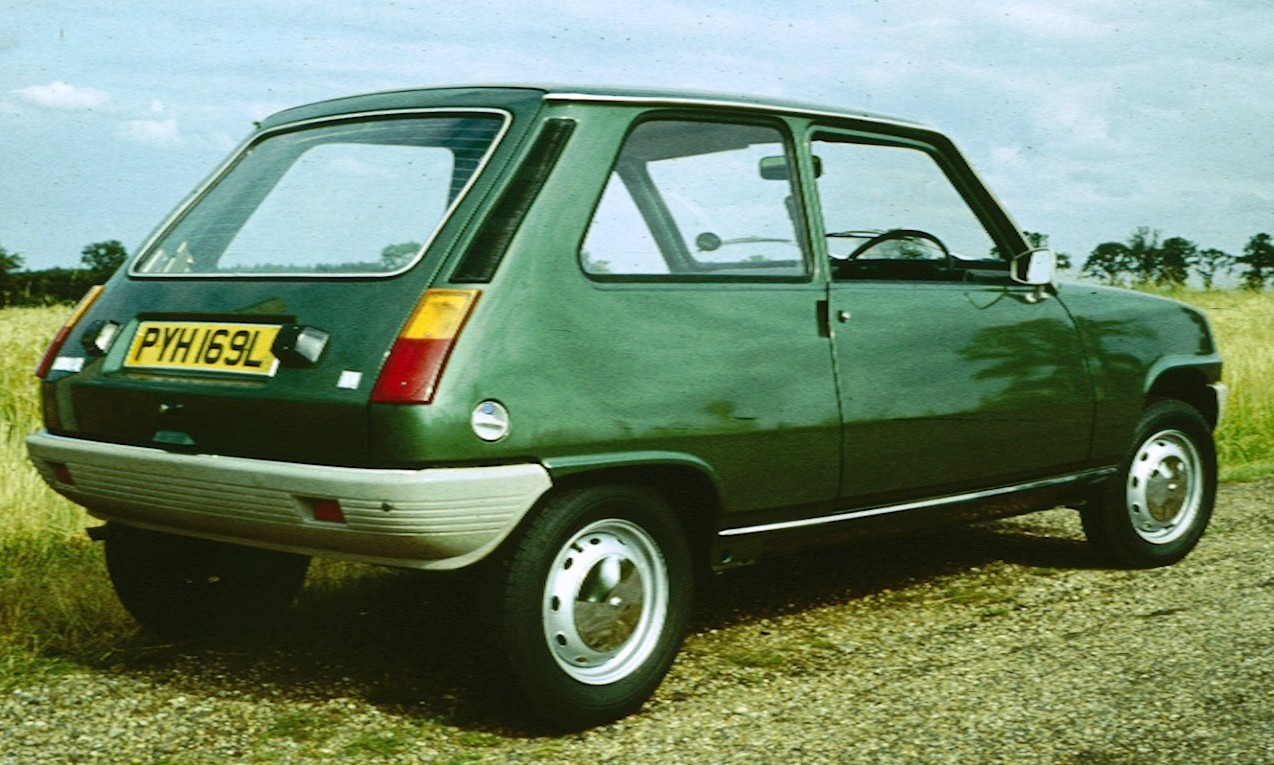
رنو ۵

رنو ۵ (انگلیسی: Renault 5) یک خودروی هاچ‌بک شهری ساخت رنو می‌باشد، که در سال های ۱۹۷۲ تا ۱۹۹۶ تولید می‌شد‌. این خودرو در ایران نیز توسط سایپا و پارس خودرو تا سال ۱۳۸۶ در تیپ های مختلف تولید می‌شد.
رنو ۵ یکی از انقلابی‌ترین مدل‌های رنو در زمان خود محسوب می‌شد، که در طراحی آن، توجه اصلی به هزینه پایین و ابعاد کوچک‌تر معطوف بود. گنجایش موتورهای این مدل از ۸۵۰ سی‌سی تا ۱۸۰۰ سی‌سی طراحی شده بود.
در ایران سایپا مونتاژ کننده رنو ۵ بود تا این که در سال ۱۳۷۸ خورشیدی، خط تولید رنو ۵ را شرکت پارس خودرو خریداری کرد و این خودرو را با نام سپند وارد بازار کرد. و دو سال بعد سپند ۲ و سپند جوانان با تغییراتی جزئی تولید گشتند. در سال ۱۳۷۹ این خودرو با موتور ۱۳۰۰ سی‌سی پراید و طراحی جدید با نام رنو پی‌کی وارد بازار شد. از اواسط سال ۱۳۸۵ تولید این خودرو در ایران متوقف شد و با نیو پی‌کی جایگزین شد. تولید نیو پی‌کی نیز یک سال بعد در سال ۱۳۸۶ متوقف شد.
در اواخر دهه ۶۰ و اوایل دهه ۷۰ شمسی قراردادی بین سایپا و رنو منعقد شد، که در آن سایپا تعدادی رنو ۵ با سانروف، برف پاکن‌های متفاوت، سپرهای همرنگ بدنه و برف پاکن شیشه عقب برای صادرات و واردات به کشورهای همسایه از جمله ترکیه بسازد، که به دلیل کمبود کیفیت در ایران به فروش رسیدند که به رنو صادراتی معروف شدند.

## پیشرانه
```
رنو ۵ دارای موتور ۴ سیلندر ۸ سوپاپ و حجم موتور۹۰۰ سی سی است که توان تولید ۳۸ 
اسب بخار
 قدرت را دارد. گیربکس رنو ۵ دارای ۴ دنده به جلو و ۱ دنده عقب دارد محور محرک چرخ‌های جلو است ، حداکثر سرعتش به ۱۴۰ کیلومتر در ساعت می‌رسد. ترمزهای جلو دیسکی و عقب کاسه‌ای می‌باشند.
```

## نگارخانه

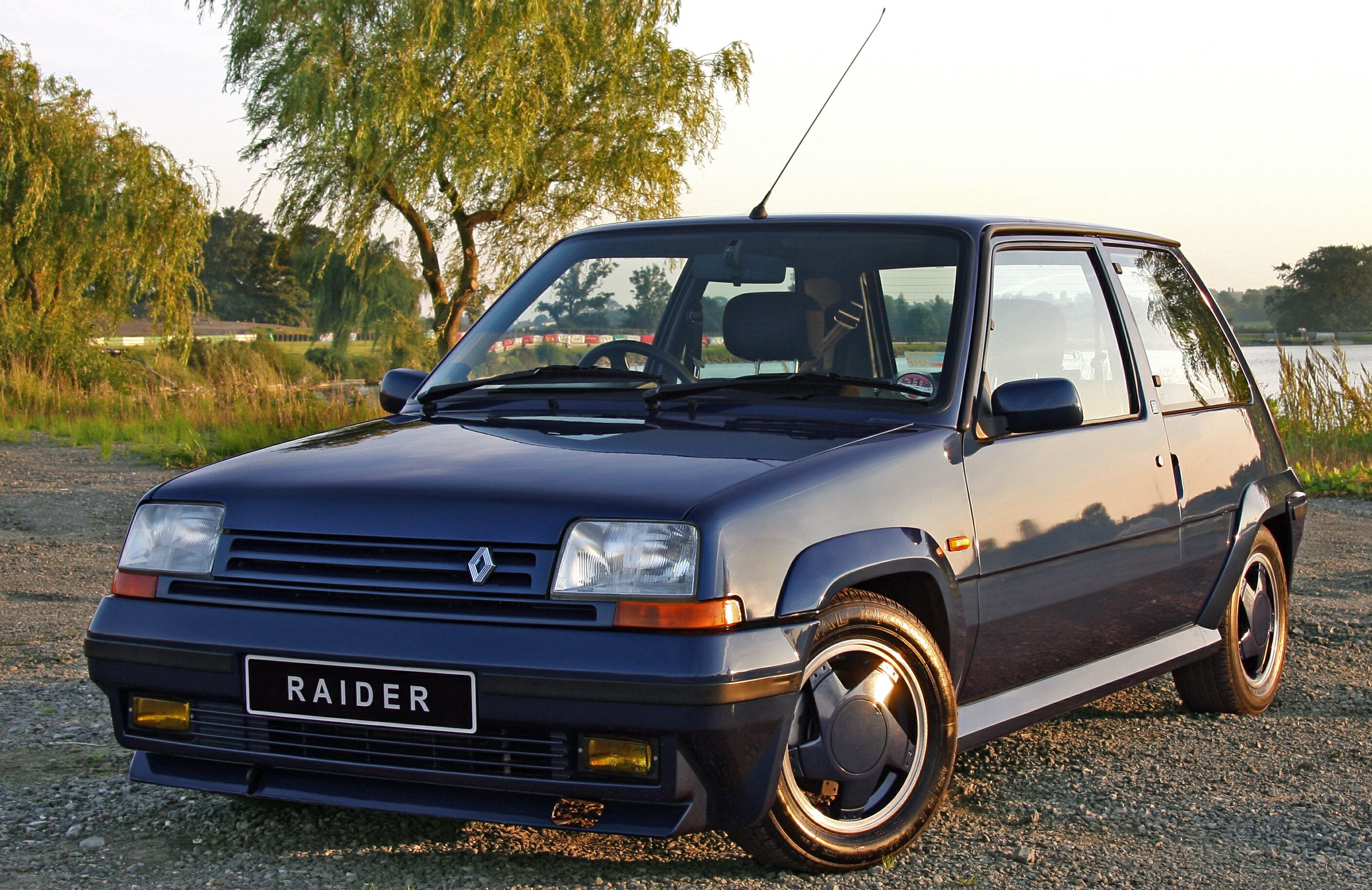
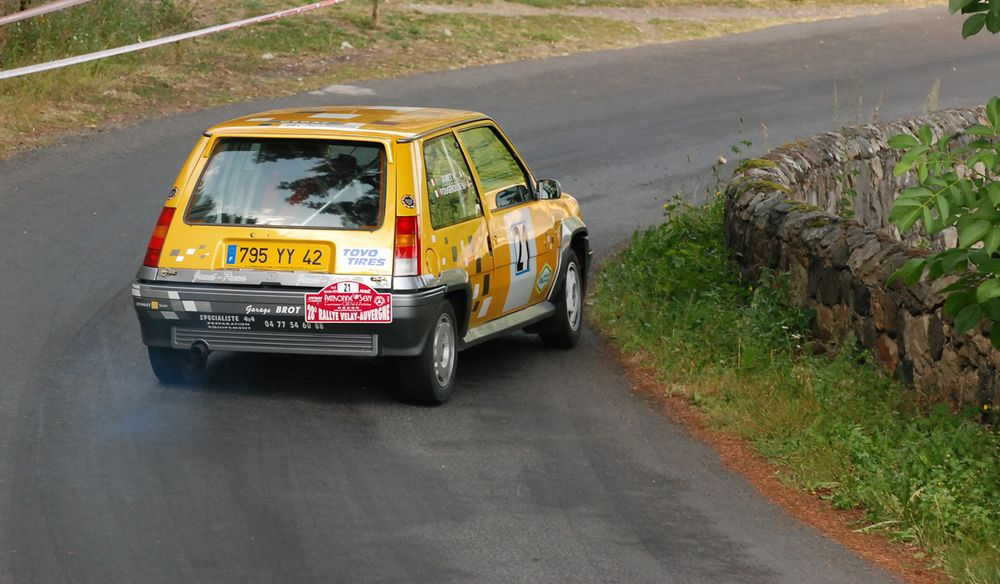

## تولید جدید
- رنو ۵ الکتریکی[۲] (۲۰۲۴)